# Chráněná krajinná oblast Litovelské Pomoraví
Chráněná krajinná oblast Litovelské Pomoraví (CHKO Litovelské Pomoraví, pol. Obszar Chronionego Krajobrazu Litovelské Pomoraví)  – obszar chronionego krajobrazu w Czechach, w kraju ołomunieckim. Powstał w 1990. Powierzchnia parku wynosi 96 km² i obejmuje dolinę rzeki Morawy pomiędzy miastami Mohelnice i Ołomuniec, z leżącym pośrodku miastem Litovel, od którego pochodzi nazwa chronionego obszaru. Na tym odcinku wzdłuż rzeki rosną bogate lasy łęgowe, spotkać można również mokradła i okresowe stawy.